# Kirchenbezirk Bernhausen
Der Evangelische Kirchenbezirk Bernhausen ist einer von 43 Kirchenbezirken bzw. Kirchenkreisen der Evangelischen Landeskirche in Württemberg. Sein Gebiet ist deckungsgleich mit dem Dekanat Bernhausen.

## Geografie
Der Kirchenbezirk Bernhausen liegt etwa in der Mitte der württembergischen Landeskirche. Sein Gebiet umfasst die Landschaft Filder südlich von Stuttgart.

### Nachbarkirchenbezirke
Der Kirchenbezirk Bernhausen grenzt an folgende Kirchenbezirke (im Uhrzeigersinn beginnend im Norden): Kirchenkreis Stuttgart (ehemaliger Kirchenbezirk Degerloch) und Nürtingen (beide Prälatur Stuttgart) sowie Tübingen und Böblingen (beide Prälatur Reutlingen).

## Geschichte
Im Gegensatz zu den meisten Dekanaten der württembergischen Landeskirche, die schon bald nach der Reformation errichtet wurden, ist der Kirchenbezirk Bernhausen eine Neugründung aus den 1980er Jahren. Infolge des Einwohnerzuwachses im Raum Stuttgart wurden damals neue Kirchenbezirke gegründet, darunter auch der Kirchenbezirk Bernhausen. Er entstand am 1. Januar 1981 aus den südlichen Gebieten des Kirchenbezirks Degerloch (damals 12 Kirchengemeinden), drei Kirchengemeinden des Kirchenbezirks Esslingen (Nellingen, Dietrich-Bonhoeffer-Gemeinde Nellingen-Parksiedlung und Scharnhausen, wobei Scharnhausen bis 31. Mai 1965 noch zum Kirchenbezirk Degerloch gehörte) und einer Kirchengemeinde des Kirchenbezirks Nürtingen (Neuhausen auf den Fildern). Heute umfasst er 14 Kirchengemeinden, weil die Kirchengemeinde Bernhausen inzwischen in drei Teilkirchengemeinden aufgeteilt wurde, die jedoch die Gesamtkirchengemeinde Bernhausen bilden.

## Leitung des Kirchenbezirks
Die Leitung des Kirchenbezirks obliegt der Bezirkssynode, dem Kirchenbezirksausschuss (KBA) und dem Dekan. Derzeitiger Dekan ist seit 2020 Gunther Seibold, der zugleich einer der Pfarrer an der Jakobuskirche in Filderstadt-Bernhausen ist.

### Dekane des Kirchenbezirks Bernhausen
- 1981–1990: Karl Daiber (* 1926)
- 1990–2002: Hansgeorg Kraft (* 1936)
- 2002–2019: Rainer Kiess (* 1953)
- seit 2020: Gunther Seibold (* 1965)

## Kirchengemeinden
Im Kirchenbezirk Bernhausen gibt es insgesamt 14 Kirchengemeinden. Darunter haben sich die beiden Kirchengemeinden Echterdingen und Stetten a.d.F. zur Gesamtkirchengemeinde Echterdingen zusammengeschlossen, bleiben jedoch weiterhin selbständig. Bis 2006 gab es ferner noch die Gesamtkirchengemeinde Bernhausen, die aus drei Teilkirchengemeinden bestand, bis sich diese am 1. Januar 2007 zu einer Kirchengemeinde vereinigten. Alle Kirchengemeinden gehören zu den politischen Städten und Gemeinden Filderstadt, Leinfelden-Echterdingen, Neuhausen auf den Fildern und Ostfildern des Landkreises Esslingen. Die jeweils in Klammern hinter dem Namen der Kirchengemeinde angegebenen Gemeindegliederzahlen beziehen sich auf das Jahr 2005 und sind gerundet.

### Kirchengemeinde Bernhausen
Die Kirchengemeinde Bernhausen (ca. 5.700) umfasst den Stadtteil Bernhausen der Stadt Filderstadt. Eine ursprünglich dem Hl. Gallus geweihte Kirche wurde 1275 erstmals erwähnt. 1535 wurde in Bernhausen – wie in allen Gemeinden Alt-Württembergs die Reformation eingeführt. Die Kirche ist eine Westturmanlage mit einem frühgotischen Turm und einem charakteristischen achteckigen Aufbau von 1680. Das Schiff und der netzrippengewölbte Chor stammen von 1475. Viele Jahrhunderte war die ehemalige Galluskirche die einzige Kirche Bernhausens.
Da Bernhausen im 20. Jahrhundert sehr stark wuchs, wurde 1965 eine weitere Kirche, die Johanneskirche erbaut. Daraufhin erhielt die bisherige Kirche den Namen Jakobuskirche. Altarwand, Glasfenster und Betonglasfenster am Eingang der Johanneskirche wurden von Wolf-Dieter Kohler gestaltet. Mit Wirkung vom 4. Dezember 1983 wurde die bis dahin alleinige Kirchengemeinde Bernhausen in die beiden selbständigen Kirchengemeinden Johanneskirchengemeinde Bernhausen und Jakobuskirchengemeinde Bernhausen aufgeteilt. Beide bildeten fortan die ebenfalls neu gegründete Gesamtkirchengemeinde Bernhausen. Durch Verfügung des Kultusministeriums vom 22. Februar 1989 wurde dann noch die Petruskirchengemeinde Bernhausen als dritte Kirchengemeinde innerhalb der Gesamtkirchengemeinde Bernhausen als Körperschaft des öffentlichen Rechts anerkannt. Die Petruskirchengemeinde baute sich ein eigenes Kirchengebäude ohne Turm und Glocken.
Am 1. Januar 1981 wurde der Kirchenbezirk Bernhausen errichtet und der 1. Pfarrer der Jakobuskirche wurde Dekan.
Mit Wirkung vom 1. Januar 2007 wurden die drei Kirchengemeinden in Bernhausen, die Jakobuskirchengemeinde, die Johanneskirchengemeinde und die Petruskirchengemeinde, aufgelöst. Ihre Aufgaben übernahm die bisherige Gesamtkirchengemeinde Bernhausen, die gleichzeitig in Kirchengemeinde Bernhausen umbenannt wurde. Sie ist auch Träger eines zweigruppigen Kindergartens.

### Kirchengemeinde Bonlanden
Die Kirchengemeinde Bonlanden (ca. 3.900) umfasst den gleichnamigen Stadtteil der Stadt Filderstadt. Die Evangelische Pfarrkirche St. Georg ist im Kern spätgotisch. Der Westturm hat eine Kreuzrippengewölbe. Das Schiff wurde mehrfach umgestaltet, zuletzt 1912. Das Kruzifix ist hochgotisch und stammt aus den Jahren 1320/30. Bis 1956 bildete Harthausen eine Filialkirchengemeinde von Bonlanden. Durch Bekanntmachung des Oberkirchenrats vom 6. Oktober 1956 wurde die Filialkirchengemeinde Harthausen von der Muttergemeinde Bonlanden gelöst und zur selbständigen Kirchengemeinde erhoben.

### Gesamtkirchengemeinde Echterdingen
Die Gesamtkirchengemeinde Echterdingen umfasst die Stadtteile Echterdingen und Stetten auf den Fildern der Stadt Leinfelden-Echterdingen. Sie wurde durch Bekanntmachung des Oberkirchenrats vom 17. August 1933 gebildet, als aus dem bis dahin zur Kirchengemeinde Echterdingen gehörigen Nebenort Stetten auf den Fildern die selbständige Kirchengemeinde Stetten auf den Fildern gebildet wurde und diese gleichzeitig mit der Kirchengemeinde Echterdingen in der neuen Gesamtkirchengemeinde Echterdingen zusammengeschlossen wurde. Das Kultministerium hatte die neue Kirchengemeinde Stetten und die Gesamtkirchengemeinde Echterdingen mit Schreiben vom 8. August 1933 als Körperschaften des öffentlichen Rechts anerkannt.

#### Kirchengemeinde Echterdingen
Die Kirchengemeinde Echterdingen (ca. 4.700) umfasst den gleichnamigen Stadtteil der Stadt Leinfelden-Echterdingen. Eine Kirche wurde bereits 1185 erstmals erwähnt. 1382 taucht sie als der Hl. Katharina, 1419 zu Unserer Lieben Frau geweihte Kirche auf. Sie war die Mutterkirche für das gesamte Umland (Weidach, Leinfelden, Oberaichen und Unteraichen sowie Stetten). Der Nebenort Stetten wurde 1933 zur selbständigen Kirchengemeinde erhoben.
Die heutige Kirche in Echterdingen wurde ab 1439 von Meister Heinrich im spätgotischen Stil erbaut und 1508/10 neu erbaut. Der Turm erhielt 1880 ein Obergeschoss. Die Kirchengemeinde ist Träger von drei Kindergärten, Kindergarten Dschungel, Kindergarten Lummerland und Kindergarten Lichterhaus.
In Echterdingen sind drei Landeskirchliche Gemeinschaften vertreten, die Liebenzeller Gemeinschaft, die Altpietistische Gemeinschaft und die Michael Hahn’sche Gemeinschaft.

#### Kirchengemeinde Stetten auf den Fildern
Die Kirchengemeinde Stetten auf den Fildern (ca. 2.500) umfasst den gleichnamigen Stadtteil der Stadt Leinfelden-Echterdingen. Schon 1304 ist in Stetten eine Kapelle nachgewiesen, die als Filiale zu Echterdingen gehörte. Später war der Ort Filiale von Bernhausen und seit 1819 gehörte Stetten wieder als Nebenort zur Kirchengemeinde Echterdingen. Durch Bekanntmachung des Oberkirchenrats vom 17. August 1933 wurde aus dem Nebenort Stetten auf den Fildern die selbständige Kirchengemeinde Stetten auf den Fildern gebildet. Diese bildet seither mit der Kirchengemeinde Echterdingen die Gesamtkirchengemeinde Echterdingen.
1957 wurde in Stetten auch eine eigene Pfarrei errichtet. Im benachbarten heute nicht mehr abgetrennten Weiler Weidach ist im Spätmittelalter eine Wallfahrtskapelle bezeugt. Sie ging aber später ab, so dass Stetten lange Zeit keine Kirche hatte. Die heutige Kirche wurde 1935 erbaut.
Die Kirchengemeinde Stetten ist Träger des Fröbel Kindergartens.

### Kirchengemeinde Harthausen
Die Kirchengemeinde Harthausen (ca. 1.800) umfasst den gleichnamigen Stadtteil von Filderstadt. Die Kirchengemeinde Harthausen war lange Zeit eine Filiale von Bernhausen, später von Plattenhardt, dann von Untersielmingen und schließlich ab 1838 von Bonlanden. Erst 1838 erhielt der Ort seine eigene Kirche und durch Bekanntmachung des Oberkirchenrats vom 6. Oktober 1956 wurde die bisherige Filialkirchengemeinde Harthausen von der Muttergemeinde Bonlanden gelöst und zur selbständigen Kirchengemeinde erhoben. 1959 wurde auch eine eigene Pfarrei in Harthausen errichtet. Das Gemeindehaus wurde nach dem Liederdichter Paul Gerhardt benannt.

### Kirchengemeinde Kemnat
Die Kirchengemeinde Kemnat umfasst den gleichnamigen Stadtteil der Stadt Ostfildern. Sie ist mit etwa 2.100 Gemeindegliedern einer der mittelgroßen Kirchengemeinden auf den Fildern. Kemnat ist nach dem Krieg sehr stark auf fast das vierfache der vorherigen Einwohnerzahl gewachsen.
Mittelpunkt der Kirchengemeinde war lange Zeit die alte Bartholomäuskirche, die bereits 1236 erstmals erwähnt wurde. Das spätgotische Gotteshaus wurde aber zu klein, auch war sie durch Kriegseinflüsse baufällig geworden, so dass diese in den Jahren 1962/63 durch den Neubau einer Hallenkirche ersetzt wurde. Als Zeitzeugen des Vorgängerbaus sind noch der Kruzifixus aus dem Jahr 1674 an der Altarwand, das sandsteinerne Portal am Turmeingang und das Christuslamm aus dem 12. Jahrhundert an der Turmwand erhalten. Der Taufstein der alten Kirche hat seinen Platz nach 45-jähriger Verweildauer im Pfarrgarten wieder innerhalb der Kirche gefunden. Er steht jetzt unter der Empore beim Jerusalemfenster. Die Gemeinde versammelt sich am Sonntag um 10 Uhr zum Gottesdienst in der heutigen Kirche.
Direkt an die Kirche grenzt das 1988 eingeweihte Gemeindehaus an. Zusammen mit der Kirche und dem Pfarrhaus aus dem 16. Jahrhundert bildet es ein Halbrund um den Pfarrhof, auf dem Gemeindefeste gefeiert werden und auch Theateraufführungen stattfinden.
Das Pfarrhaus ist das älteste noch vollständig erhaltene und bewohnte Gebäude in Kemnat. Mit dem Bau des Hauses wurde im Jahr 1569 begonnen. Ab etwa 1571 wohnten bis heute 40 Pfarrer und ihre Familien in diesem Haus. Mitte des 20. Jahrhunderts wurde der Haupteingang von der Ost- auf die Südseite verlegt, im westlichen Wohnbereich entstand durch das Ausbeinen einer Wand ein großes Wohnzimmer, in dem das freiliegende Fachwerk wie ein offener Raumteiler wirkt. 1995 wurden die sanitären Einrichtungen und die Heizung auf den Stand der Technik gebracht und zwei Zimmer im Dachgeschoss ausgebaut. Im Pfarrhaus ist auch das Gemeindebüro untergebracht.
Die Jugendräume der Kirchengemeinde befinden sich im städtischen Gebäude Pfarrstraße 2, das neben einem Versammlungsraum mit Küche auch Gruppenräume und das Büro für den Diakon umfasst.
Die Kirchengemeinde Kemnat betreibt drei Kindergartengruppen in kircheneigenem Haus mit einem Garten. In der Kirchengemeinde Kemnat sind rund 150 ehrenamtliche Mitarbeiter tätig. Es bestehen unter anderem Mutter-Kind-Gruppen, Jugendkreise, Hauskreise, Frauenkreise und Gebetskreise sowie ein Besuchsdienst, der sich um Neuzugezogene sowie um kranke und einsame Menschen kümmert.

### Kirchengemeinde Leinfelden

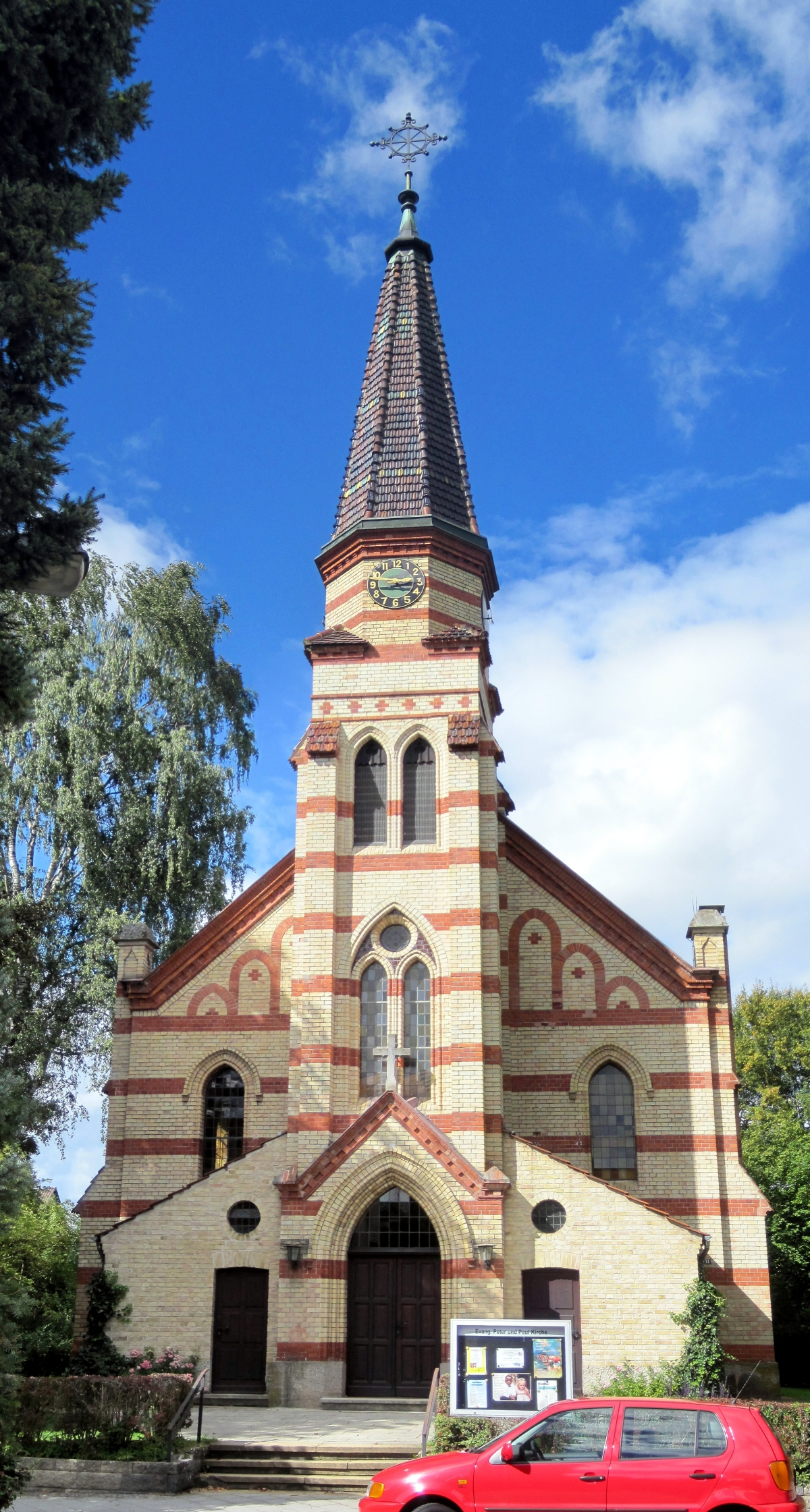
Peter-und-Paul-Kirche Leinfelden

Die Kirchengemeinde Leinfelden entstand 2019 aus der Fusion der Kirchengemeinden Leinfelden-Unteraichen und Oberaichen.
Die Kirchengemeinde Leinfelden-Unteraichen (ca. 3.900) umfasste die Stadtteile Leinfelden und Unteraichen der Stadt Leinfelden-Echterdingen. Kirchlich gehörten beide Orte zunächst zu Echterdingen bzw. ab 1563 zu Musberg. 1894 wurde am Ortsrand von Leinfelden eine eigene Kirche als Backsteinbau, die Peter-und-Paul-Kirche erbaut und eine eigene Filialkirchengemeinde Leinfelden errichtet. Im Zweiten Weltkrieg 1944 wurde die Peter-und-Paul-Kirche teilweise zerstört, doch konnte sie 1947 wiederhergestellt werden. 1948 wurden am Turm eine Sakristei angebaut. 1991 erhielt die Peter-und-Paul-Kirche eine neue große Orgel. 1957 hatte die Kirchengemeinde auch eine eigene Pfarrstelle erhalten und 1958 wurde ein Pfarrhaus errichtet. Für die wachsende Gemeinde wurde 1962 in Unteraichen ein Gemeindehaus an der Lilienstraße gebaut, nachdem zuvor bereits regelmäßige Gottesdienste im Kindergarten gefeiert wurden. Zwei Jahre später erhielt Unteraichen auch eine eigene Pfarrstelle.
Durch Bekanntmachung des Oberkirchenrats vom 15. Juli 1965 wurde die Kirchengemeinde Leinfelden in die Teilkirchengemeinde Leinfelden-Unteraichen umgewandelt und diese mit der neu gebildeten Teilkirchengemeinde Oberaichen zur Gesamtkirchengemeinde Leinfelden zusammengeschlossen. Das Kultusministerium hatte die Gesamtkirchengemeinde Leinfelden sowie die neu gebildete Teilkirchengemeinde Oberaichen mit Schreiben vom 29. März 1965 als Körperschaften des öffentlichen Rechts anerkannt. 1974 wurde schließlich in Unteraichen auch eine eigene Kirche, die Auferstehungskirche erbaut. Architekt war Robert Ackermann aus Warmbronn. Seither hat die Kirchengemeinde Leinfelden-Unteraichen zwei Gotteshäuser, in denen regelmäßig Gottesdienste gefeiert werden. 1994 wurde das Gemeindehaus erbaut, das den Namen des Widerstandskämpfers Dietrich Bonhoeffer erhielt. Die Kirchengemeinde Leinfelden-Unteraichen ist Träger des Kindergartens Schmetterling.
Die Kirchengemeinde Oberaichen (ca. 1.400) umfasste den gleichnamigen Stadtteil der Stadt Leinfelden-Echterdingen. Ebenso wie der Hauptort Leinfelden (mit Unteraichen), zu dem Oberaichen stets gehörte, gehörte auch Oberaichen kirchlich zunächst zu Echterdingen und wohl ab 1563 zu Musberg. Doch gab es in Oberaichen eine Kapelle, die 1489 erwähnt wurde. Im 18. Jahrhundert wurde sie abgebrochen. Durch Bekanntmachung des Oberkirchenrats vom 15. Juli 1965 wurden die evangelischen Bewohner aus Oberaichen von der Kirchengemeinde Musberg getrennt und für sie die selbständige Kirchengemeinde Oberaichen errichtet, die mit der Kirchengemeinde Leinfelden-Unteraichen (bis dahin mit Kirchengemeinde Leinfelden bezeichnet) zur neuen Gesamtkirchengemeinde Leinfelden zusammengeschlossen wurde. Das Kultusministerium hatte die neu gebildete Teilkirchengemeinde Oberaichen und die Gesamtkirchengemeinde Leinfelden mit Schreiben vom 29. März 1965 als Körperschaften des öffentlichen Rechts anerkannt. Bereits 1962 hatte man mit dem Bau einer Kirche (Friedenskirche) und eines Gemeindezentrums in Oberaichen begonnen, das 1964 eingeweiht wurde. 1966 wurde ein Kindergarten und ein Pfarrhaus angebaut.
Durch Bekanntmachung des Oberkirchenrats vom 7. Februar 1983 wurde die Gesamtkirchengemeinde Leinfelden wieder aufgelöst.

### Kirchengemeinde Musberg
Die Kirchengemeinde Musberg (ca. 2.000 Mitglieder-Stand 2021-) umfasst den gleichnamigen Stadtteil der Stadt Leinfelden-Echterdingen. Kirchlich gehörte der Ort zunächst zu Möhringen, dann zu Vaihingen und wurde 1563 als erste protestantische Neugründung in Württemberg eine eigene Pfarrei, die auch für Rohr, Leinfelden, Ober- und Unteraichen zuständig war. Rohr erhielt 1848 einen eigenen Pfarrer. Leinfelden-Unteraichen wurde 1894 als eigene Kirchengemeinde abgetrennt, erhielt aber erst 1957 einen eigenen Pfarrer. Durch Bekanntmachung des Oberkirchenrats vom 15. Juli 1965 wurden auch die evangelischen Bewohner aus Oberaichen von der Kirchengemeinde Musberg getrennt und für sie die selbständige Teilkirchengemeinde Oberaichen errichtet, die 2020 mit der Kirchengemeinde Leinfelden-Unteraichen (bis dahin Kirchengemeinde Leinfelden) zur neuen Gesamtkirchengemeinde Leinfelden zusammengeschlossen wurde.
Die Dreifaltigkeitskirche in Musberg wurde 1563 erbaut. Sie hat einen kreuzrippengewölbten Chor und einen mittelalterlichen Ostturm. Nach 1682 wurde sie baulich verändert. Die Kirche bildet zusammen mit dem Pfarrhaus (heutiges Erscheinungsbild stammt aus dem späten 18. Jahrhundert; Vorgängerbau errichtet 1564 auf den Grundmauern eines vermutlich aus dem Spätmittelalter stammenden Maierhofes; umfangreiche denkmalgerechte Grundsanierung 2020–2022) und der Pfarrscheuer (Baujahr 1581, vermutlich ältestes erhaltenes Gebäude Musbergs, Umbau 1928 zum Gemeindesaal und Einbau einer Wohnung für die Gemeindeschwester) einen der wenigen noch erhaltenen Pfarrhöfe Württembergs. Das Ensemble steht als Sachgesamtheit unter Denkmalschutz, Kirche und Pfarrhaus sind darüber hinaus jeweils noch eingetragene Kulturdenkmale im Sinne von § 12 DenkmalschutzG BW.

### Kirchengemeinde Nellingen Parksiedlung Scharnhauser Park
Zur Kirchengemeinde Nellingen Parksiedlung Scharnhauser Park  schlossen sich 2023 die Kirchengemeinden Nellingen und Dietrich-Bonhoeffer-Kirchengemeinde Ostfildern zusammen.
Die Kirchengemeinde Nellingen (ca. 4.000) umfasste den gleichnamigen Stadtteil Nellingen der Stadt Ostfildern. Das Kloster St. Blasien gründete in Nellingen eine Propstei. Die St.-Blasius-Kirche geht auf die romanische Propsteikirche zurück, die erst 1649 von Württemberg eingetauscht und danach zur evangelischen Pfarrkirche erhoben wurde, wenngleich der Ort selbst seit 1537 evangelisch war. Die Kirche erhielt 1777 ein neues Schiff, das 1926 zur Querkirche umgestaltet wurde. Im Zweiten Weltkrieg wurde die Kirche stark beschädigt und danach wieder aufgebaut. In den 1950er Jahren entstand in Nellingen ein neuer Ortsteil, die Parksiedlung, welcher auch eine eigene Kirche (Dietrich-Bonhoeffer-Kirche) und 1963 eine selbständige Kirchengemeinde Nellingen-Parksiedlung erhielt, die zunächst mit der Kirchengemeinde Nellingen die Gesamtkirchengemeinde Nellingen bildete, dann aber durch Bekanntmachung des Oberkirchenrats vom 2. September 1986 wieder aufgelöst wurde.
Die Dietrich-Bonhoeffer-Kirchengemeinde Ostfildern (ca. 2.500) umfasste die Stadtteile Parksiedlung und Scharnhauser Park der Stadt Ostfildern. Die Parksiedlung in Nellingen entstand seit den 1950er Jahren, ist aber erst seit 2006 ein eigener Stadtteil. 1959 wurde dort eine eigene Pfarrei errichtet und durch Bekanntmachung des Oberkirchenrats vom 19. Juli 1963 wurde die selbständige Filialkirchengemeinde Nellingen-Parksiedlung als Tochtergemeinde von Nellingen errichtet. Sie bildete mit der Kirchengemeinde Nellingen die Gesamtkirchengemeinde Nellingen, die jedoch durch Bekanntmachung des Oberkirchenrats vom 2. September 1986 wieder aufgelöst wurde. Das Kultusministerium hatte die Filialkirchengemeinde Nellingen-Parksiedlung und die Gesamtkirchengemeinde Nellingen mit Schreiben vom 15. Februar 1963 als Körperschaften des öffentlichen Rechts anerkannt. 1968 wurde die Dietrich-Bonhoeffer-Kirche erbaut.
Nach Aufsiedelung des neuen Stadtteils Scharnhauser Park in den 1990er Jahren wurde dieser der Kirchengemeinde Nellingen-Parksiedlung zugeordnet. Mit Verfügung des Oberkirchenrats vom 20. Februar 2002 wurde die Kirchengemeinde Nellingen-Parksiedlung dann in Dietrich-Bonhoeffer-Kirchengemeinde Ostfildern umbenannt. Sie ist Träger eines Kinderhauses.

### Kirchengemeinde Neuhausen auf den Fildern
Die Kirchengemeinde Neuhausen auf den Fildern (ca. 3.200) umfasst die gleichnamige Gemeinde Neuhausen auf den Fildern. In Neuhausen wurde von der Ortsherrschaft keine Reformation eingeführt. Daher gibt es dort auch keine alte evangelische Kirchengemeinde. Für die seit dem 19. Jahrhundert wachsende evangelische Bevölkerung wurde aber 1902 eine eigene Kirche erbaut. Die evangelischen Einwohner gehörten zunächst zur benachbarten Kirchengemeinde Wolfschlugen, bis in Neuhausen auf den Fildern eine Filialkirchengemeinde von Wolfschlugen gebildet wurde. Diese wurde durch Bekanntmachung des Oberkirchenrats vom 7. Oktober 1954 von der Muttergemeinde Wolfschlugen gelöst und zur selbständigen Kirchengemeinde erhoben.
Die heutige Kirche in Neuhausen, die Christuskirche, wurde erst 1966 bis 1967 erbaut. Der 26 m hohe Glockenturm wurde 1991 mit 4 Glocken bestückt, eine davon stammt von der früheren evangelischen Kirche in der Wilhelmstraße.
Die Evangelische Kirchengemeinde Neuhausen ist Träger der Kindertagesstätte am Hirtenweg.

### Kirchengemeinde Plattenhardt

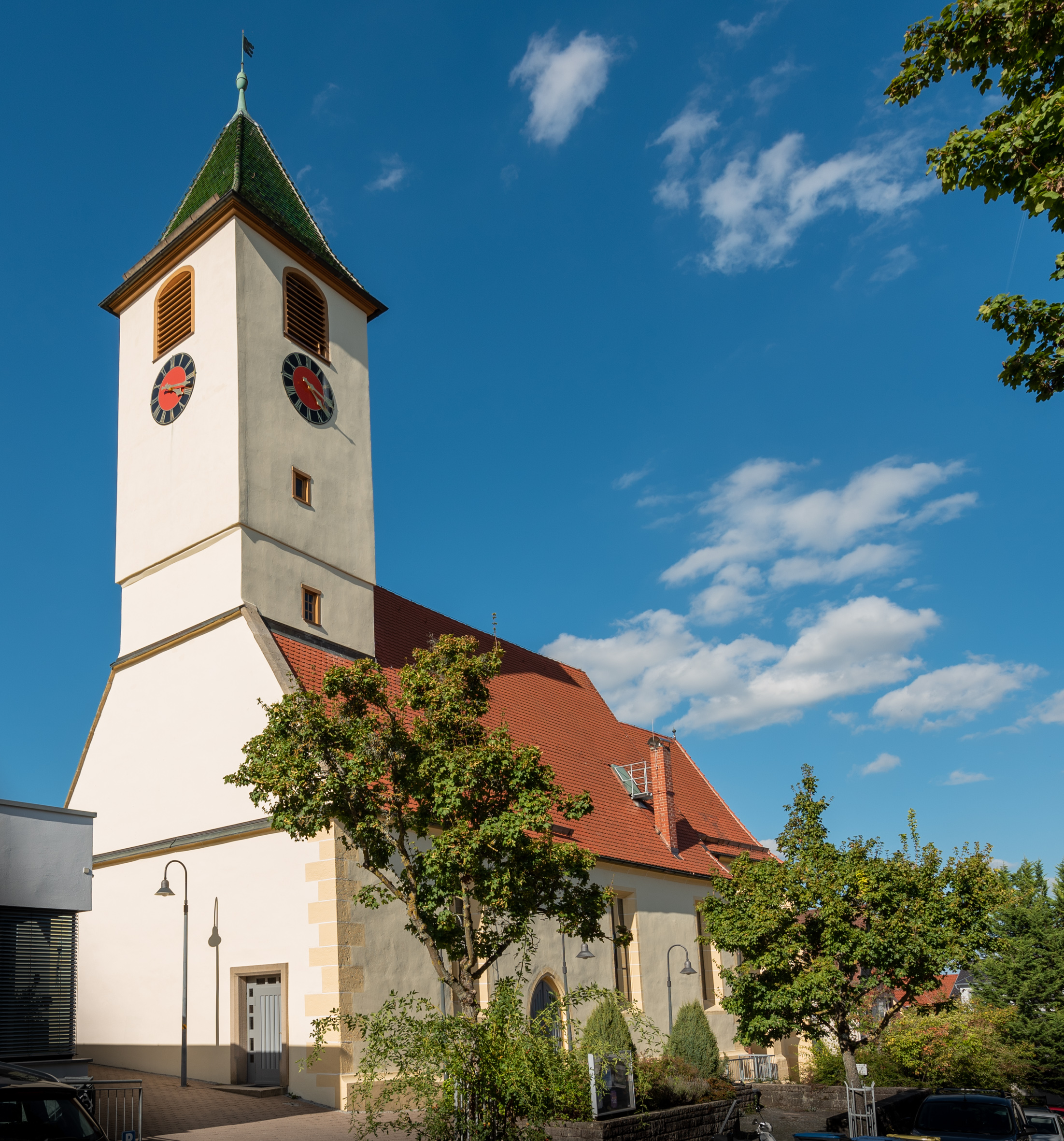
Antholianuskirche Plattenhardt

Die Kirchengemeinde Plattenhardt (ca. 3.600) umfasst den gleichnamigen Stadtteil von Filderstadt. Kirchlich gehörte der Ort zunächst zu Bernhausen. Doch wird eine Kapelle zu den Hl. Maria, Lukas, Markus und Antonius bereits 1394 erwähnt. 1404 wurde Plattenhardt eine selbständige Pfarrei. Die nach der Reformation evangelisch gewordene Antholianuskirche wurde mehrfach umgestaltet. Bei Erneuerungen 1964/65 fand man Reste der Vorgängerkirchen aus dem 11. und 12. Jahrhundert. Ferner ein Kruzifix von 1510/20, Messkelche und eine Heiligenfigur aus Holz aus dem 14. Jahrhundert, die sich in einem zugemauerten Sakramentshäuschen befanden.

### Kirchengemeinde Ruit

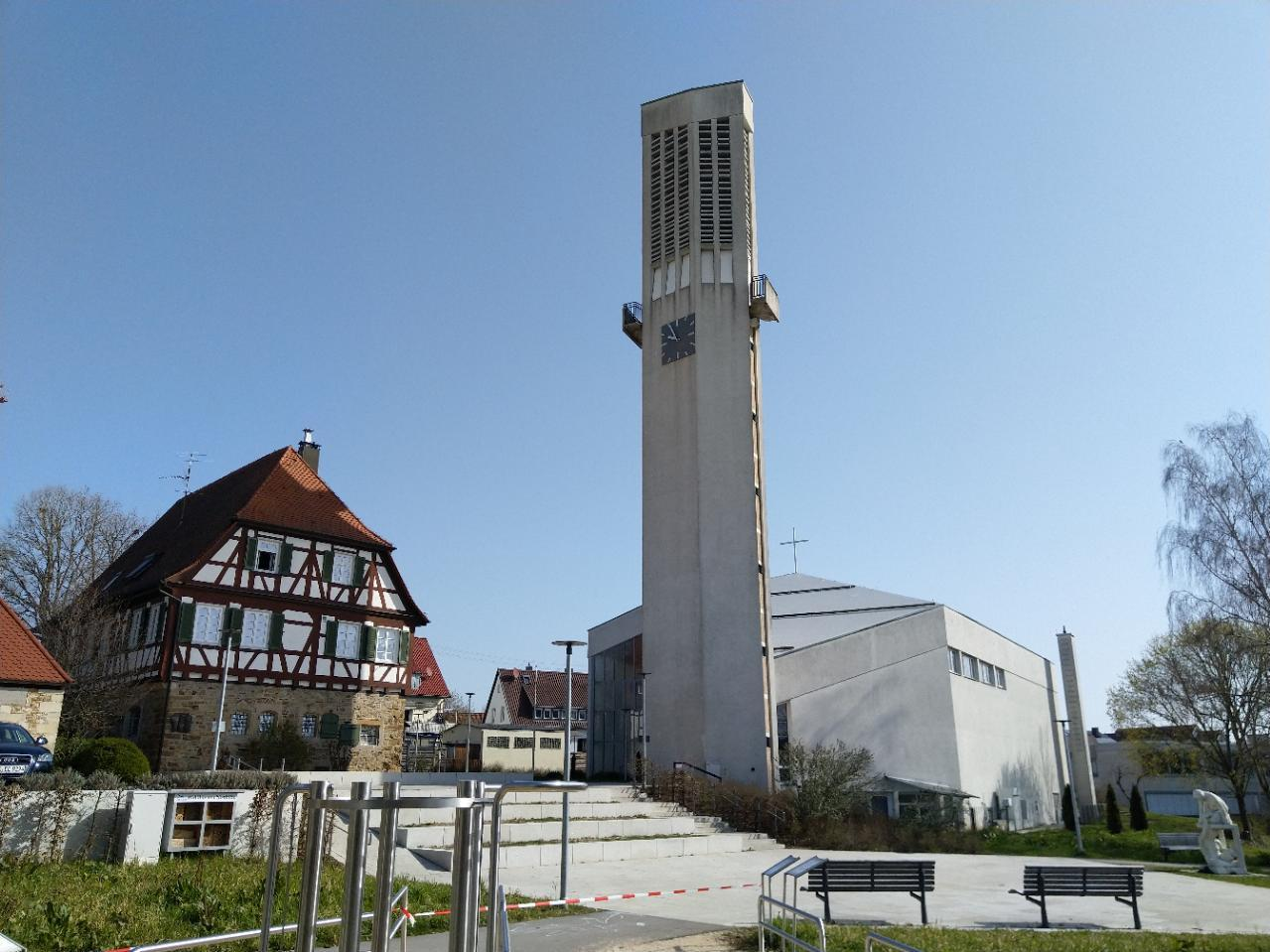
Auferstehungskirche Ruit

Die Kirchengemeinde Ruit umfasst den gleichnamigen Stadtteil der Stadt Ostfildern. Eine dem Hl. Ulrich geweihte Kirche wurde 1173 erstmals erwähnt. Sie gehörte zum Kloster St. Blasien (Propstei Nellingen). Die im gotischen Stil erbaute Pfarrkirche wurde 1963 abgebrochen und 1962/63 in unmittelbarer Nähe eine neue Kirche erbaut, die den Namen Auferstehungskirche erhielt. Die Kirchengemeinde Ruit ist Träger von zwei Kindergärten, Brünnelesberg und Weiherhag.
In Ruit gibt es eine Landeskirchliche Gemeinschaft des Württembergischen Christusbundes.

### Kirchengemeinde Scharnhausen
Die Kirchengemeinde Scharnhausen (ca. 1.950) umfasst den gleichnamigen Stadtteil der Stadt Ostfildern. Kirchlich war Scharnhausen wohl eine Filiale von Nellingen. Eine Kapelle zu den Hl. Ottilia, Lucia und Cyriacus ist ab 1347 nachweisbar. Nach Einführung der Reformation war sie evangelische Pfarrkirche. Die spätgotische Kirche in ummauertem Friedhof wurde 1952 abgebrochen. An anderer Stelle wurde die heutige Kirche erbaut. In sie wurden die Renaissance-Kanzel von Michel Knell, die Kreuzigungsgruppe (um 1510) und ein Votivbild von Lienhard Mayer mit Christus und den Aposteln aus der alten Kirche übernommen.
Die Kirchengemeinde ist Träger des Evangelischen Friedrich-Oberlin Kindergartens.

### Kirchengemeinde Sielmingen
Die Kirchengemeinde Sielmingen (ca. 3.300) umfasst den gleichnamigen Stadtteil von Filderstadt. In Untersielmingen wurde 1275 erstmals eine dem Hl. Martin geweihte Kirche erwähnt. Die heutige Pfarrkirche wurde 1489 im spätgotischen Stil erbaut. Der Chor führt oben in ein Achteck über und hat eine kreuzrippengewölbte Vorhalle.
Die Kirchengemeinde ist Träger des Kindergartens Sonnenstrahl und des Kindergartens Pusteblume.

## Archivquellen
- Bestand: Visitationsberichte.   Landeskirchliches Archiv Stuttgart. 1581–1822.   Signatur: A 1.
- Bestand: Kirchenvisitationsakten.   Hauptstaatsarchiv Stuttgart. ca. 1601–1840.   Signatur: A 281.
- Bestand: Ortsakten [mit Digitalisaten der Pfarrbeschreibungen und Pfarrberichte (darin u. a.: Chronik, Filialverhältnisse)].   Landeskirchliches Archiv Stuttgart. ca. 1550–1923.   Signatur: A 29.
- Bestand: Ortsakten [mit Digitalisaten der Pfarrberichte (darin u. a.: Filialverhältnisse)].   Landeskirchliches Archiv Stuttgart. ca. 1924–1966.   Signatur: A 129.
- Bestand: Ortsakten [mit Visitationsberichten].   Landeskirchliches Archiv Stuttgart. ca. 1967–1989.   Signatur: A 229.
- Archivgut: Dekanatsarchive.   Landeskirchliches Archiv Stuttgart.   Signatur: F-Bestände.
- Archivgut: Pfarrarchive.   Landeskirchliches Archiv Stuttgart.   Signatur: G-Bestände.